# Paleologos C. Candargy
Paleologos C. Candargy (15 de octubre de 1870, Lesbos, Grecia - ?) fue un botánico griego. Obtuvo su doctorado de la Universidad de París. Fue jardinero jefe de la Escuela de Medicina de Constantinopla
Junto con su hermano T.Candargy y su padre C.A.Candargy realizaron un completísimo informe sobre flora de la isla de Lesbos; pero que no fue publicado en revistas importantes, pasando desapercibidos en su época.
Se destacó en la taxonomía de la tribu de Poáceaes Hordeae.

## Algunas publicaciones
- paleologos c. Candargy. 1901. Étude monographique sur la tribu des Hordées

- -------------------------------------. 1900. Ses travaux originaux, ses découvertes et ses grades universitaires. 8 pp.

### Libros
- paleologos c. Candargy, c.a. Candargy, t. Candargy. 1899. Flore de l'Île de Lesbos (Mytilène). Ed. Bigot Frères. xxvi, 62 pp., 5 planchas ilustr.

- -------------------------------------. 1899. Communication universelle à Messieurs les savants de notre planète par Paléologos C. Candargy, Docteur ès-sciences. Editor A. Constantinidis, 32 pp.

- La abreviatura «P.Candargy» se emplea para indicar a Paleologos C. Candargy como autoridad en la descripción y clasificación científica de los vegetales.[3]